# My Own Love Song
Pour plus de détails, voir Fiche technique et Distribution.
My Own Love Song est un film franco-américain réalisé par Olivier Dahan, sorti en France le 7 avril 2010.

## Synopsis
Jane, une ex-chanteuse devenue handicapée à la suite d'un accident, reçoit des nouvelles de son fils. En effet, Devon reprend contact avec sa mère car il souhaite l'inviter à sa communion.
Malgré les craintes de Jane de retrouver son fils après des années et de faire face à son passé, son ami Joey arrive à la convaincre d'entreprendre ce périple à travers les États-Unis.
C'est au cours de ce voyage et des rencontres qu'ils feront sur la route que Jane composera sa plus belle chanson d'amour.

## Fiche technique
- Titre original : My Own Love Song
- Réalisation : Olivier Dahan
- Scénario : Olivier Dahan
- Musique : Bob Dylan
- Montage : Richard Marizy
- Production : Alain Goldman, Olivier Dahan
- Société de production : Légende Films
- Société de distribution : Mars Distribution
- Langue : anglais
- Genre : comédie dramatique
- Date de sortie :  France : 7 avril 2010

## Distribution
|                                                                                                |  |  |
| Le réalisateur Olivier Dahan et l'actrice Renée Zellweger au Festival du film de Tribeca 2010. |  |  |

- Renée Zellweger (VF : Julie Dumas) : Jane
- Forest Whitaker (VF : Thierry Desroses) : Joey
- Madeline Zima (VF : Chloé Berthier) : Billie
- Nick Nolte (VF : Jacques Frantz) : Caldwell
- Elias Koteas (VF : Dominique Collignon-Maurin) : Dean
- Annie Parisse : Nora
- Michael Harding (VF : Gérard Darier) : Dr Clark
- Chandler Frantz : Devon
- Tim Parati (VF : Patrick Mancini) : Chris
- Del Pentecost (VF : Pascal Casanova) : Dale
- Joe Forbrich (VF : Arnaud Arbessier) : Allan
- Julia Lashae (en) : Suzie
- Troy Rudeseal (VF : Constantin Pappas) : Mike
- Richmond Hoxie (VF : Michel Papineschi) : Jeff Nofray
- Jay Patterson (VF : Gilles Morvan) : le voisin
- Keith Barber (VF : Yves Beneyton) : le policier de la ville natale de Jane
- John Henry Cox (VF : Patrick Raynal) : le patron du Rose Inn
- Marcus Lyle Brown (VF : Constantin Pappas) : le 1er policier de NOLA
- Andrea Powell (VF : Laura Blanc) : la mère de Devon
- Steve Bakunas (VF : Arnaud Arbessier) : le père de Devon
- Don Sparks (VF : Michel Voletti) : Jim (non crédité)

 Source et légende : version française (VF) sur RS Doublage, Doublagissimo et selon le carton du doublage français sur le DVD zone 2.